# Institut des hautes études de défense nationale
Institut des hautes études de défense nationale (IHEDN) este o instituție academică publică franceză pentru cercetarea în domeniul apărării, educația și promovarea cunoașterii și conștientizării, fondată în 1936 de amiralul Raoul Castex.
Inițial a fost Collège des hautes études de défense nationale și a fost redenumit ca institut în 1948. La pregătirea națională originală s-au adăugat sesiuni în regiuni (1954), sesiuni internaționale (1980), cicluri de inteligență economică (1995) și alte seminarii. sesiuni specifice. În 1997, Institutul a devenit organism public administrativ sub autoritatea primului-ministru.